# Родных, Александр Алексеевич
Александр Алексеевич Родных (1871—декабрь 1941) — российский популяризатор и историк науки, специалист по истории воздухоплавания, научный журналист, писатель-фантаст. Один из первых пропагандистов идей К. Циолковского.

## Биография
Выпускник физико-математического факультета Санкт-Петербургского университета.
После окончания обучения некоторое время работал в страховых компаниях «Россия» и «Саламандра».
В 1894 году опубликовал брошюру «Признаки делимости на первые сто чисел», а затем — ещё несколько популярных работ по математике.
В конце 1890-х годов составил систематическое описание собрания книг известного библиофила и библиографа Я. Ф. Берёзина-Ширяева, сведя его в два систематических и хронологических тома.
В 1901 году Родных опубликовал в газете «Россия» обнаруженное им в собрании Берёзина-Ширяева фантастическое известие А. И. Сулакадзева о полёте «нерехтца Крякутного» на воздушном шаре в 1731 г. Вероятно, сам Родных дополнительно сфальсифицировал эту рукопись, внеся слова «нерехтец Крякутной» вместо «немец Фурцель», стоявших в первоначальном тексте Сулакадзева. После этого Родных заинтересовался воздухоплаванием и его историей, публиковал работы по этой теме в журналах «Библиотека воздухоплавания», «Нива», «Природа и люди» и других.
В 1902 году появилось его полушутливое сочинение «Самокатная подземная дорога между С. Петербургом и Москвой. Фантастический роман пока в трех главах, да и тех неоконченных», в котором описан проект 600-километрового туннеля, проложенного по «хорде» земного шара: поезда в таком туннеле двигались бы «сами собой», под воздействием земного тяготения. Позднее Я. И. Перельман обсуждал идею такого поезда в своей «Занимательной физике» и показал, что она теоретически осуществима.
В 1912 году выпустил книгу «Тайная подготовка к уничтожению армии Наполеона в двенадцатом году при помощи воздухоплавания». Книга — исторический очерк, посвящённый предприятию Франца Леппиха, который, при поддержке Александра I, пытался осуществить идею использования изобретённых им «летучих машин» в военных целях.
В 1913 году в Петербурге вышел первый и единственный номер журнала «Летун» под его редакцией.
Известность получил двухтомный труд Родных «Иллюстрированная история воздухоплавания и летания в России» (1914). В 1915 году вышла его книга «Война в воздухе в былое и теперь».
В советское время работал в Ленинградском аэроклубе-музее, заведовал его библиотекой.
В 1929 году, после долгого перерыва, вышла книга Родных «Птицекрылые машины», а в 1933 году — «Ракеты и ракетные корабли».
Собрал большую библиотеку, часть которой позднее была передана в научный отдел Центрального дома авиации имени Фрунзе в Москве.
В августе 1940 года ленинградская газета «Смена» опубликовала небольшую заметку о Родных и о собранной им библиотеке. Газета известила читателей, что Родных вместе с изобретателем парашюта Г. Е. Котельниковым закончил большое исследование «История парашюта и развитие парашютизма». Но в связи с началом Великой Отечественной войны эта работа не была издана.
Умер в блокадном Ленинграде в декабре 1941 года.

## Адреса в Санкт-Петербурге
- Каменноостровский проспект, д. 33.